# Перрін Монкріфф
Перрін Монкріфф (уроджена Мілле; 8 лютого 1893 — 16 грудня 1979) — новозеландська письменниця, охорониця природи та орнітологиня-любителька.

## Біографія
Перрін народилася в Лондоні (Англія) в 1893 році як Перрін Мілле. Вона була онукою художника сера Джона Мілле, одного із засновників Братства прерафаелітів. Перрін провела своє раннє життя, живучи в Лондоні, Брюсселі та в Пертширі в Шотландії. У 1914 році вона вийшла заміж за капітана Малкольма Монкріффа, ветерана англо-бурської війни. Після закінчення Першої світової війни, вони переїхали з Великої Британії до Нової Зеландії, де вони оселилися в Нельсоні, спочатку плануючи переїхати до Канади. Вона була першою жінкою-президентом Королівського союзу орнітологів Австралії (RAOU), 1932—1933. Вперше вона приєдналася до організації в 1923 році, а через два роки опублікувала працю «Птахи Нової Зеландії та як їх ідентифікувати». Книга мала успіх: з 1925 по 1961 рік було здійснено шість видань.
Їй приписують майже одноосібну відповідальність за виділення землі, яка в кінцевому підсумку стане національним парком Абеля Тасмана. У 1953 році Монкріфф була нагороджена Кубком Лодера. У 1975 році в честь Дня народження королеви за заслуги в охороні природи як натуралістка і в національному парку Абеля Тасмана вона була призначена кавалеркою ордена Британської імперії. У 1974 році на знак визнання її зусиль по захисту Національного парку Абеля Тасмана, області, що має важливе значення в історії нідерландських відкриттів, уряд Нідерландів нагородив її орденом Оранж-Нассау.
У 2017 році Монкріфф була обрана однією з «150 жінок у 150 словах» Королівського товариства Te Apārangi, що відзначає внесок жінок у знання в Новій Зеландії.

## Створення національного парку під час Другої світової війни
По-перше, як пише Філіп Сімпсон у книзі «На дні затоки», вона вміла беззастережно висловлювати свою думку. Вона навчилася від своїх аристократичних тіток, як збирати навколо себе провідних членів суспільства і доносити свою ідею до засобів масової інформації. Її широке розуміння природи та наукове обґрунтування її спостережень про те, що птахи та природа важливі для виживання людини, резонувало з поглядами Нової Зеландії та маорі.
Після пожежі в Торрент-Бей вона активно лобіювала питання. Коли стверджувалося, що військові зусилля мають пріоритет і парк «забере» сільськогосподарські землі, вона заперечувала, що парк створить притулок для солдатів, які повернулися з війни, які могли б діяти як рейнджери. Вона також зазначила, що парк буде приурочений до святкування столітнього ювілею Нельсона і Тасманії. Її головною ідеєю було назвати парк на честь голландського дослідника Абеля Тасмана і попросити уряд Нової Зеландії звернутися до королеви Нідерландів Вільгельміни з проханням стати його покровителькою.

## Публікації
Книги, які створені під її авторством, включають (переклад):
- Монкріфф, П. (1925). Новозеландські птахи та як їх розпізнати . Віткомб і гробниці: Окленд. (Польовий посібник. 5 видань опубліковано до 1961 року) Кольорові таблички Лілі А. Дафф .
- Монкріфф, П. (1965). Люди прийшли пізніше. Автор: Нельсон.
- Монкріфф, П. (1976). Злет і падіння Давида Річчо. Амбасадор: Веллінгтон.

## Подальше читання
- Robin, Libby. (2001). The Flight of the Emu: a hundred years of Australian ornithology 1901—2001. Carlton, Vic. Melbourne University Press. ISBN 0-522-84987-3